# FIFPro World XI
El FIFPro World XI (anteriormente FIFA/FIFPro World XI) son los mejores equipos de fútbol del año masculino y femenino, elegidos a través de FIFPRO por los y las futbolistas de todo el mundo. FIFPRO invita a cada futbolista a participar de la votación. Inicialmente conocido como el FIFPRO World XI, el premio comenzó en 2005 y celebraba a los mejores futbolistas votados por sus compañeros de profesión. En 2009 FIFPRO se asoció con la FIFA y lo rebautizó como "FIFA/FIFPro World XI", manteniendo su formato original. A partir de la edición 2024, FIFPRO gestiona el premio de forma independiente, volviendo a su nombre original FIFPRO World XI.
Cada año, FIFPRO y aproximadamente 70 sindicatos de jugadores afiliados distribuyen enlaces únicos que permiten a los y las futbolistas de todos los clubes de fútbol profesional del planeta acceder a la plataforma de votación digital. A continuación, se realiza una selección inicial de 26 futbolistas para cada equipo. De esta forma el guardameta, los tres defensas, los tres centrocampistas y los tres delanteros que reciban más votos son seleccionados finalistas del World 11 Masculino y para el World 11 Femenino. La plaza restante se asigna al jugador de campo con el siguiente mayor número de votos que aún no haya sido seleccionado. Lionel Messi es el futbolista que más veces ha aparecido en el FIFPRO World 11, con 17 en total, seguido de Cristiano Ronaldo, con 15.
En 2014 FIFPRO lanzó un comité de fútbol femenino. En febrero de 2016 se lanzó el FIFPRO World 11 Femenino. Jugadoras de 33 nacionalidades diferentes jugando en más de 20 países participaron en la votación de una guardameta, cuatro defensas, tres centrocampistas y tres delanteras. La francesa Wendie Renard y la inglesa Lucy Bronze tienen el récord de apariciones en el once ideal con 7.

## FIFPro World XI 2005
- Mejor futbolista del mundo: Ronaldinho (Brasil, F. C. Barcelona).[1]
- Mejor futbolista joven: Wayne Rooney (Inglaterra, Manchester United).
- Mejor futbolista joven elegido por los aficionados: Cristiano Ronaldo (Portugal, Manchester United).
- Mejor equipo del año:A. C. Milan

| Portero            | Defensores                                                                                               | Mediocampistas                                                                                    | Delanteros                                                                                  |
| ------------------ | --- | ------------------------------------------------------------------------------------------------- | ------------------------------------------------------------------------------------------- |
| Dida (A. C. Milan) | Paolo Maldini (A. C. Milan) John Terry (Chelsea F. C.) Alessandro Nesta (A. C. Milan) Cafú (A. C. Milan) | Zinedine Zidane (Real Madrid C. F.) Claude Makélélé (Chelsea F. C.) Frank Lampard (Chelsea F. C.) | Ronaldinho (F. C. Barcelona) Samuel Eto'o (F. C. Barcelona) Andriy Shevchenko (A. C. Milan) |

## FIFPro World XI 2006
- Mejor futbolista del mundo: Fabio Cannavaro (Italia, Juventus F. C.).[2]
- Mejor futbolista joven: Lionel Messi (Argentina, F. C. Barcelona).
- Mejor futbolista joven elegido por los aficionados: Cristiano Ronaldo (Portugal, Manchester United).
- Otros Premios:

- Jugadores por la paz: F. C. Barcelona.

- Mejor equipo del año:

| Portero                           | Defensores | Mediocampistas                                                                    | Delanteros                                                                                |
| --------------------------------- | --- | --------------------------------------------------------------------------------- | ----------------------------------------------------------------------------------------- |
| Gianluigi Buffon (Juventus F. C.) | Gianluca Zambrotta (Juventus F. C. / F. C. Barcelona) John Terry (Chelsea F. C.) Fabio Cannavaro (Juventus F. C. / Real Madrid C. F.) Lilian Thuram (Juventus F. C. / F. C. Barcelona) | Zinedine Zidane (Real Madrid C. F.) Kaká (A. C. Milan) Andrea Pirlo (A. C. Milan) | Ronaldinho (F. C. Barcelona) Samuel Eto'o (F. C. Barcelona) Thierry Henry (Arsenal F. C.) |

## FIFPro World XI 2007
- Mejor futbolista del mundo: Kaká (Brasil, A. C. Milan).[3]
- Mejor equipo del año:

| Portero                           | Defensores | Mediocampistas                                                                                  | Delanteros                                                                                |
| --------------------------------- | --- | ----------------------------------------------------------------------------------------------- | ----------------------------------------------------------------------------------------- |
| Gianluigi Buffon (Juventus F. C.) | Carles Puyol (F. C. Barcelona) John Terry (Chelsea F. C.) Fabio Cannavaro (Real Madrid C. F.) Alessandro Nesta (A. C. Milan) | Cristiano Ronaldo (Manchester United F. C.) Kaká (A. C. Milan) Steven Gerrard (Liverpool F. C.) | Ronaldinho (F. C. Barcelona) Didier Drogba (Chelsea F. C.) Lionel Messi (F. C. Barcelona) |

## FIFPro World XI 2008
- Mejor futbolista del mundo: Cristiano Ronaldo (Portugal, Manchester United)

- Mejor equipo del año:

| Portero                           | Defensores | Mediocampistas                                                                       | Delanteros                                                                                                   |
| --------------------------------- | --- | ------------------------------------------------------------------------------------ | --- |
| Iker Casillas (Real Madrid C. F.) | Carles Puyol (F. C. Barcelona) John Terry (Chelsea F. C.) Rio Ferdinand (Manchester United F. C.) Sergio Ramos (Real Madrid C. F.) | Xavi Hernández (F. C. Barcelona) Kaká (A. C. Milan) Steven Gerrard (Liverpool F. C.) | Cristiano Ronaldo (Manchester United F. C.) Fernando Torres (Liverpool F. C.) Lionel Messi (F. C. Barcelona) |

## FIFA/FIFPro World XI 2009
- Mejor futbolista del mundo: Lionel Messi (Argentina, F. C. Barcelona).[4]
- Mejor equipo del año:[5]

| Portero                           | Defensores | Mediocampistas                                                                                     | Delanteros |
| --------------------------------- | --- | -------------------------------------------------------------------------------------------------- | --- |
| Iker Casillas (Real Madrid C. F.) | Patrice Evra (Manchester United F. C.) John Terry (Chelsea F. C.) Nemanja Vidić (Manchester United F. C.) Dani Alves (F. C. Barcelona) | Andrés Iniesta (F. C. Barcelona) Xavi Hernández (F. C. Barcelona) Steven Gerrard (Liverpool F. C.) | Cristiano Ronaldo (Manchester United F. C. / Real Madrid C. F.) Fernando Torres (Liverpool F. C.) Lionel Messi (F. C. Barcelona) |

## FIFA/FIFPro World XI 2010
- Mejor futbolista del mundo: Lionel Messi (Argentina, F. C. Barcelona).[6]
- Mejor equipo del año:[7]

| Portero                           | Defensores | Mediocampistas                                                                                           | Delanteros |
| --------------------------------- | --- | --- | --- |
| Iker Casillas (Real Madrid C. F.) | Carles Puyol (F. C. Barcelona) Gerard Piqué (F. C. Barcelona) Lúcio (F. C. Internazionale) Maicon (F. C. Internazionale) | Andrés Iniesta (F. C. Barcelona) Xavi Hernández (F. C. Barcelona) Wesley Sneijder (F. C. Internazionale) | Cristiano Ronaldo (Real Madrid C. F.) David Villa (Valencia C. F. / F. C. Barcelona) Lionel Messi (F. C. Barcelona) |

## FIFA/FIFPro World XI 2011
- Mejor futbolista del mundo: Lionel Messi (Argentina, F. C. Barcelona)[8]
- Mejor equipo del año:[9]

| Portero                           | Defensores | Mediocampistas                                                                                    | Delanteros                                                                                                  |
| --------------------------------- | --- | ------------------------------------------------------------------------------------------------- | --- |
| Iker Casillas (Real Madrid C. F.) | Sergio Ramos (Real Madrid C. F.) Gerard Piqué (F. C. Barcelona) Nemanja Vidić (Manchester United F. C.) Dani Alves (F. C. Barcelona) | Andrés Iniesta (F. C. Barcelona) Xavi Hernández (F. C. Barcelona) Xabi Alonso (Real Madrid C. F.) | Cristiano Ronaldo (Real Madrid C. F.) Wayne Rooney (Manchester United F. C.) Lionel Messi (F. C. Barcelona) |

## FIFA/FIFPro World XI 2012
- Mejor futbolista del mundo: Lionel Messi (Argentina, F. C. Barcelona)[10]
- Mejor equipo del año:[11]

| Portero                           | Defensores | Mediocampistas                                                                                    | Delanteros                                                                                               |
| --------------------------------- | --- | ------------------------------------------------------------------------------------------------- | --- |
| Iker Casillas (Real Madrid C. F.) | Marcelo (Real Madrid C. F.) Sergio Ramos (Real Madrid C. F.) Gerard Piqué (F. C. Barcelona) Dani Alves (F. C. Barcelona) | Andrés Iniesta (F. C. Barcelona) Xavi Hernández (F. C. Barcelona) Xabi Alonso (Real Madrid C. F.) | Cristiano Ronaldo (Real Madrid C. F.) Radamel Falcao (Atlético de Madrid) Lionel Messi (F. C. Barcelona) |

## FIFA/FIFPro World XI 2013
- Mejor futbolista del mundo: Cristiano Ronaldo (Portugal, Real Madrid C. F.)[12]
- Mejor equipo del año:[13]

| Portero                     | Defensores | Mediocampistas                                                                                 | Delanteros |
| --------------------------- | --- | ---------------------------------------------------------------------------------------------- | --- |
| Manuel Neuer (F. C. Bayern) | Philipp Lahm (F. C. Bayern) Sergio Ramos (Real Madrid C. F.) Thiago Silva (Paris Saint-Germain F. C.) Dani Alves (F. C. Barcelona) | Andrés Iniesta (F. C. Barcelona) Xavi Hernández (F. C. Barcelona) Franck Ribéry (F. C. Bayern) | Cristiano Ronaldo (Real Madrid C. F.) Zlatan Ibrahimović (Paris Saint-Germain F. C.) Lionel Messi (F. C. Barcelona) |

## FIFA/FIFPro World XI 2014
- Mejor futbolista del mundo: Cristiano Ronaldo (Portugal, Real Madrid C. F.)[14]
- Mejor equipo del año:[15]

| Portero                     | Defensores | Mediocampistas | Delanteros                                                                                       |
| --------------------------- | --- | --- | ------------------------------------------------------------------------------------------------ |
| Manuel Neuer (F. C. Bayern) | David Luiz (Chelsea F. C. / Paris Saint-Germain F. C.) Sergio Ramos (Real Madrid C. F.) Thiago Silva (Paris Saint-Germain F. C.) Philipp Lahm (F. C. Bayern) | Andrés Iniesta (F. C. Barcelona) Toni Kroos (F. C. Bayern / Real Madrid C. F.) Ángel Di María (Real Madrid C. F. / Manchester United F. C.) | Cristiano Ronaldo (Real Madrid C. F.) Arjen Robben (F. C. Bayern) Lionel Messi (F. C. Barcelona) |

## FIFA/FIFPro World XI 2015
- Mejor futbolista del mundo: Lionel Messi (Argentina, F. C. Barcelona)[16]
- Mejor equipo del año:[17]

| Portero                     | Defensores | Mediocampistas                                                                               | Delanteros                                                                                    |
| --------------------------- | --- | -------------------------------------------------------------------------------------------- | --------------------------------------------------------------------------------------------- |
| Manuel Neuer (F. C. Bayern) | Marcelo (Real Madrid C. F.) Sergio Ramos (Real Madrid C. F.) Thiago Silva (Paris Saint-Germain F. C.) Dani Alves (F. C. Barcelona) | Andrés Iniesta (F. C. Barcelona) Paul Pogba (Juventus F. C.) Luka Modrić (Real Madrid C. F.) | Cristiano Ronaldo (Real Madrid C. F.) Neymar (F. C. Barcelona) Lionel Messi (F. C. Barcelona) |

## FIFA/FIFPro World XI 2016
- Mejor futbolista del mundo: Cristiano Ronaldo (Portugal, Real Madrid C. F.)
- Mejor equipo del año:[18]

| Portero                     | Defensores | Mediocampistas                                                                                  | Delanteros                                                                                         |
| --------------------------- | --- | ----------------------------------------------------------------------------------------------- | -------------------------------------------------------------------------------------------------- |
| Manuel Neuer (F. C. Bayern) | Marcelo (Real Madrid C. F.) Sergio Ramos (Real Madrid C. F.) Gerard Piqué (F. C. Barcelona) Dani Alves (F. C. Barcelona / Juventus F. C.) | Andrés Iniesta (F. C. Barcelona) Toni Kroos (Real Madrid C. F.) Luka Modrić (Real Madrid C. F.) | Cristiano Ronaldo (Real Madrid C. F.) Luis Suárez (F. C. Barcelona) Lionel Messi (F. C. Barcelona) |

## FIFA/FIFPro World XI 2017
- Mejor futbolista del mundo: Cristiano Ronaldo (Portugal, Real Madrid C. F.)
- Mejor equipo del año:[19]

| Portero                           | Defensores | Mediocampistas                                                                                  | Delanteros |
| --------------------------------- | --- | ----------------------------------------------------------------------------------------------- | --- |
| Gianluigi Buffon (Juventus F. C.) | Marcelo (Real Madrid C. F.) Sergio Ramos (Real Madrid C. F.) Leonardo Bonucci (Juventus F. C. / A. C. Milan) Dani Alves (Juventus F. C. / Paris Saint-Germain F. C.) | Andrés Iniesta (F. C. Barcelona) Toni Kroos (Real Madrid C. F.) Luka Modrić (Real Madrid C. F.) | Cristiano Ronaldo (Real Madrid C. F.) Neymar (F. C. Barcelona / Paris Saint-Germain F. C.) Lionel Messi (F. C. Barcelona) |

## FIFA/FIFPro World XI 2018
- Mejor futbolista del mundo: Luka Modrić (Croacia, Real Madrid C. F.)
- Mejor equipo del año:[20]

| Portero                                | Defensores | Mediocampistas                                                                           | Delanteros |
| -------------------------------------- | --- | ---------------------------------------------------------------------------------------- | --- |
| David de Gea (Manchester United F. C.) | Marcelo (Real Madrid C. F.) Sergio Ramos (Real Madrid C. F.) Raphaël Varane (Real Madrid C. F.) Dani Alves (Paris Saint-Germain F. C.) | Eden Hazard (Chelsea F. C.) N'Golo Kanté (Chelsea F. C.) Luka Modrić (Real Madrid C. F.) | Cristiano Ronaldo (Real Madrid C. F. / Juventus F. C.) Kylian Mbappé (Paris Saint-Germain F. C.) Lionel Messi (F. C. Barcelona) |

## FIFA/FIFPro World XI 2019
- Mejor futbolista del mundo: Lionel Messi (Argentina, F. C. Barcelona)
- Mejor equipo del año:[21]

| Portero                          | Defensores | Mediocampistas | Delanteros                                                                                                  |
| -------------------------------- | --- | --- | --- |
| Alisson Becker (Liverpool F. C.) | Marcelo (Real Madrid C. F.) Sergio Ramos (Real Madrid C. F.) Virgil van Dijk (Liverpool F. C.) Matthijs de Ligt (A. F. C. Ajax / Juventus F. C.) | Eden Hazard (Chelsea F. C. / Real Madrid C. F.) Frenkie de Jong (A. F. C. Ajax / F. C. Barcelona) Luka Modrić (Real Madrid C. F.) | Cristiano Ronaldo (Juventus F. C.) Kylian Mbappé (Paris Saint-Germain F. C.) Lionel Messi (F. C. Barcelona) |

## FIFA/FIFPro World XI 2020
- Mejor futbolista del mundo: Robert Lewandowski (Polonia, F. C. Bayern)
- Mejor equipo del año:[22]

| Portero                          | Defensores | Mediocampistas | Delanteros                                                                                          |
| -------------------------------- | --- | --- | --------------------------------------------------------------------------------------------------- |
| Alisson Becker (Liverpool F. C.) | Alphonso Davies (F. C. Bayern) Sergio Ramos (Real Madrid C. F.) Virgil van Dijk (Liverpool F. C.) Trent Alexander-Arnold (Liverpool F. C.) | Thiago Alcántara (F. C. Bayern / Liverpool F. C.) Kevin De Bruyne (Manchester City F. C.) Joshua Kimmich (F. C. Bayern) | Cristiano Ronaldo (Juventus F. C.) Robert Lewandowski (F. C. Bayern) Lionel Messi (F. C. Barcelona) |

## FIFA/FIFPro World XI 2021
- Mejor futbolista del mundo: Lionel Messi (Argentina, F. C. Barcelona / Paris Saint-Germain F. C.)
- Mejor equipo del año:[23]

| Portero                                                        | Defensores | Mediocampistas                                                                                | Delanteros |
| -------------------------------------------------------------- | --- | --------------------------------------------------------------------------------------------- | --- |
| Gianluigi Donnarumma (A. C. Milan / Paris Saint-Germain F. C.) | David Alaba (F. C. Bayern / Real Madrid C. F.) Leonardo Bonucci (Juventus F. C.) Rúben Dias (Manchester City F. C.) | Kevin De Bruyne (Manchester City F. C.) N'Golo Kanté (Chelsea F. C.) Jorginho (Chelsea F. C.) | Cristiano Ronaldo (Juventus F. C. / Manchester United F. C.) Robert Lewandowski (F. C. Bayern) Lionel Messi (F. C. Barcelona / Paris Saint-Germain F. C.) Erling Haaland (B. V. Borussia) |

## FIFA/FIFPro World XI 2022
- Mejor futbolista del mundo: Lionel Messi (Argentina, Paris Saint-Germain F.C.)
- Mejor equipo del año:[24]

| Portero                              | Defensores | Mediocampistas | Delanteros |
| ------------------------------------ | --- | --- | --- |
| Thibaut Courtois (Real Madrid C. F.) | Achraf Hakimi (Paris Saint-Germain F. C.) Virgil van Dijk (Liverpool F. C.) João Cancelo (F. C. Bayern Múnich) | Kevin De Bruyne (Manchester City F. C.) Casemiro (Real Madrid C. F./Manchester United F. C.) Luka Modrić (Real Madrid C. F.) | Kylian Mbappé (Paris Saint-Germain F. C.) Karim Benzema (Real Madrid C. F.) Lionel Messi (Paris Saint-Germain F. C.) Erling Haaland (B. V. Borussia/Manchester City F. C.) |

## FIFA/FIFPro World XI 2023
- Mejor futbolista del mundo: Lionel Messi (Argentina, Paris Saint-Germain F.C./Inter Miami C. F.)
- Mejor equipo del año:[25]

| Portero                              | Defensores                                                                                                 | Mediocampistas | Delanteros |
| ------------------------------------ | --- | --- | --- |
| Thibaut Courtois (Real Madrid C. F.) | John Stones (Manchester City F. C.) Rúben Dias (Manchester City F. C.) Kyle Walker (Manchester City F. C.) | Jude Bellingham (B. V. Borussia/Real Madrid C. F.) Kevin De Bruyne (Manchester City F. C.) Bernardo Silva (Manchester City F. C.) | Vinícius Júnior (Real Madrid C. F.) Kylian Mbappé (Paris Saint-Germain F. C.) Erling Haaland (Manchester City F. C.) Lionel Messi (Paris Saint-Germain F. C./Inter Miami C. F.) |

## FIFPro World XI 2024
- Mejor equipo del año:[26]

| Portero                                | Defensores                                                                                              | Mediocampistas | Delanteros |
| -------------------------------------- | --- | --- | --- |
| Ederson Moraes (Manchester City F. C.) | Virgil van Dijk (Liverpool F. C.) Antonio Rüdiger (Real Madrid C. F.) Dani Carvajal (Real Madrid C. F.) | Jude Bellingham (Real Madrid C. F.) Toni Kroos (Real Madrid C. F.) Rodri Hernández (Manchester City F. C.) Kevin De Bruyne (Manchester City F. C.) | Vinícius Júnior (Real Madrid C. F.) Erling Haaland (Manchester City F. C.) Kylian Mbappé (Paris Saint-Germain F. C./Real Madrid C. F.) |

## División de premios 2024
A partir de 2024 el galardón fue dividido y cada ente entregaría su propia versión, por parte de la FIFA se entregara el The Best Mens 11 y The Best Womens 11, y por parte de FIFPro el FIFPro World XI 2024.

## Palmarés
| N.º | Futbolista        | Apariciones |
| --- | ----------------- | ----------- |
| 1   | Lionel Messi      | 17          |
| 2   | Cristiano Ronaldo | 15          |
| 3   | Sergio Ramos      | 11          |
| 4   | Andrés Iniesta    | 9           |
| 5   | Dani Alves        | 8           |
| 6   | Xavi Hernández    | 6           |
| 6   | Marcelo Vieira    | 6           |
| 6   | Luka Modrić       | 6           |
| 9   | Iker Casillas     | 5           |
| 9   | John Terry        | 5           |
| 9   | Kylian Mbappé     | 5           |
| 9   | Kevin de Bruyne   | 5           |
| 13  | Gerard Piqué      | 4           |
| 13  | Manuel Neuer      | 4           |
| 13  | Toni Kroos        | 4           |
| 13  | Virgil van Dijk   | 4           |
| 13  | Erling Haaland    | 4           |

| N.º | Club                      | Apariciones |
| --- | ------------------------- | ----------- |
| 1   | Real Madrid C. F.         | 63          |
| 2   | F. C. Barcelona           | 55          |
| 3   | Paris Saint-Germain F. C. | 18          |
| 4   | Juventus F. C.            | 16          |
| 4   | F. C. Bayern              | 16          |
| 4   | Manchester City F. C.     | 16          |
| 7   | Chelsea F. C.             | 14          |
| 8   | Liverpool F. C.           | 13          |
| 9   | A. C. Milan               | 12          |
| 9   | Manchester United F. C.   | 12          |
| 11  | F. C. Internazionale      | 3           |
| 11  | B. V. Borussia            | 3           |

### Países con mayor cantidad de apariciones
| País            | Apariciones | Jugadores premiados |
| --------------- | ----------- | --- |
| España          | 47          | Sergio Ramos (11), Andrés Iniesta (9), Xavi Hernández (6), Iker Casillas (5), Gerard Piqué (4), Carles Puyol (3), Xabi Alonso (2), Fernando Torres (2), David Villa (1), David de Gea (1), Thiago Alcantara (1), Dani Carvajal (1), Rodri Hernández (1) |
| Brasil          | 36          | Dani Alves (8), Marcelo (6), Kaká (3), Ronaldinho (3), Thiago Silva (3), Neymar (2), Alisson Becker (2), Vinícius Júnior (2), Dida (1), Lúcio (1), David Luiz (1), Maicon (1), Cafú (1), Casemiro (1), Ederson Moraes (1)                               |
| Portugal        | 19          | Cristiano Ronaldo (15), Rúben Dias (2), João Cancelo (1), Bernardo Silva (1) |
| Argentina       | 18          | Lionel Messi (17), Ángel Di María (1) |
| Francia         | 17          | Kylian Mbappé (5), Zinedine Zidane (2), N'Golo Kanté (2), Patrice Evra (1), Thierry Henry (1), Claude Makélélé (1), Paul Pogba (1), Franck Ribéry (1), Lilian Thuram (1), Raphaël Varane (1), Karim Benzema (1)                                         |
| Inglaterra      | 16          | John Terry (5), Steven Gerrard (3), Jude Bellingham (2), Rio Ferdinand (1), Frank Lampard (1), Wayne Rooney (1), Trent Alexander-Arnold (1), Kyle Walker (1), John Stones (1)                                                                           |
| Italia          | 14          | Gianluigi Buffon (3), Fabio Cannavaro (2), Alessandro Nesta (2), Leonardo Bonucci (2), Paolo Maldini (1), Andrea Pirlo (1), Gianluca Zambrotta (1), Jorginho (1), Gianluigi Donnarumma (1)                                                              |
| Alemania        | 12          | Manuel Neuer (4), Toni Kroos (4), Philipp Lahm (2), Joshua Kimmich (1), Antonio Rüdiger (1) |
| Bélgica         | 9           | Kevin de Bruyne (5), Eden Hazard (2), Thibaut Courtois (2) |
| Países Bajos    | 8           | Virgil van Dijk (4), Wesley Sneijder (1), Arjen Robben (1), Matthijs de Ligt (1), Frenkie de Jong (1) |
| Croacia         | 6           | Luka Modrić (6) |
| Noruega         | 4           | Erling Haaland (4) |
| Camerún         | 2           | Samuel Eto'o (2) |
| Polonia         | 2           | Robert Lewandowski (2) |
| Serbia          | 2           | Nemanja Vidić (2) |
| Austria         | 1           | David Alaba (1) |
| Canadá          | 1           | Alphonso Davies (1) |
| Colombia        | 1           | Radamel Falcao (1) |
| Costa de Marfil | 1           | Didier Drogba (1) |
| Suecia          | 1           | Zlatan Ibrahimović (1) |
| Ucrania         | 1           | Andriy Shevchenko (1) |
| Uruguay         | 1           | Luis Suárez (1) |
| Marruecos       | 1           | Achraf Hakimi (1) |